# ムーリエ
ムーリエ （Mouriez）は、フランス、オー＝ド＝フランス地域圏、パ＝ド＝カレー県のコミューン。
アルトワ南部の小さな農村で、村の中心はモントルイユの後背地の谷の1つに位置する。エダンの7km南にある。この地域の農地の土壌の質の高さは有名である。
中世から現代まで、エダンに近接していることが、周辺の村に不幸の元を残すことになった。幸いなことは、織物産業で栄える都市との交差路に位置してまちが繁栄したことだった。不幸なことは、同じように富と交通に起因した。これらの栄える土地を手に入れようと王家が断続的に領有権を主張し、武装した軍の「大通り」となってしまったからである。ムーリエを含むアルトワ全域がフランス王国に併合されるのは、1659年のピレネー条約によってである。
12世紀初頭より、ムーリエの村落と周辺の教区はドンマルタン修道院の聖職者のコミュニティと近接した関係で成長した。次第に台地の土地は修道院のものとなっていった。1700年、ドンマルタン修道院は正式にムーリエ領主となった。
修道院が廃された後、1834年にコミューンとなっていたドンマルタンが3つのコミューンに分割され、ムーリエの面積は拡大されていった。2世紀の間、農村人口流出に起因する人口減少を経験してきた。近年は人口減少に歯止めがかかってきている。

## 地理
ムーリエは40mから60mの深さの枯れ谷の下に位置する。村は、アルトワ丘陵の南麓であるカンシュ谷とオーシー谷の間にある。ソンム県に隣接する。
ブール（Bourg）と呼ばれる村の中心の他、台地上のバミエールとランビュ、ルー谷とグラフル谷の下にあるラシネットの集落で構成される。

## 交通
- 道路 - エダンからは県道136号線か国道39号線を用いる。A16とA28のジャンクションが最も近く、25kmから30kmの距離である。
- 鉄道 - 最寄の駅はエダン駅
- バス - コミューンの公共交通となっている。

2000年の調査において、コミューン内の世帯87.5%が自動車を1台所有していた。これは国内の世帯別自動車保有割合より12.5%高く、エダン小郡の世帯平均に比べ約8%高い。加えて、ムーリエの世帯のうち1/3は車を2台所有している。

## 人口統計
| 1962年 | 1968年 | 1975年 | 1982年 | 1990年 | 1999年 | 2006年 | 2009年 |
| ------ | ------ | ------ | ------ | ------ | ------ | ------ | ------ |
| 408    | 379    | 321    | 313    | 287    | 241    | 245    | 255    |

参照元:1962年までCassiniとEHESS、1968年以降INSEE